# Josep Maria Esquirol
Josep Maria Esquirol Calaf (Mediona, 1963) es filósofo, ensayista y catedrático de filosofía de la Universidad de Barcelona. Dirige el grupo de investigación Aporía, cuyo campo de estudio se centra en la filosofía contemporánea y, más concretamente, en la relación entre filosofía y psiquiatría.
Es autor de múltiples libros reconocidos en este campo, los cuales conforman su propuesta filosófica; es destacable La resistencia íntima, libro por el cual obtuvo el Premio Ciudad de Barcelona (2015), y también el Premio Nacional de Ensayo (2016), concedido por el Ministerio de Educación, Cultura y Deporte.            

## Pensamiento
Josep Maria Esquirol ha elaborado una propuesta filosófica propia que ha distinguido como 'filosofía de la proximidad'. Se trata de una antropología filosófica con resonancias socráticas y franciscanas, expresada mediante un lenguaje muy próximo a la experiencia, y en intenso diálogo con autores contemporáneos.   
Sus obras han recibido varios premios y se han traducido al italiano, portugués, inglés y alemán.

## Publicaciones
- Raó i fonament, Barcelona, PPU, 1988.
- Responsabilitat i món de la vida. Estudi sobre la fenomenologia husserliana, Barcelona, Anthropos, 1992.
- D'Europa als homes, Barcelona, Cruïlla, 1994.
- Tres ensayos de filosofía política, Barcelona, EUB, 1996.
- La frivolidad política del final de la historia, Madrid, Caparrós, 1998.
- Què és el personalisme? Introducció a la lectura d’Emmanuel Mounier, Barcelona, Pòrtic, 2001.
- Uno mismo y los otros. De las experiencias existenciales a la interculturalidad, Barcelona, Herder, 2005.
- El respeto o la mirada atenta, Barcelona, Gedisa, 2006. Traducción portuguesa: Respeito ou o olhar atento. Uma ética para a era da ciencia e da tecnologia, Belo Horizonte, Autêntica Editora, 2008.
- El respirar de los días, Barcelona, Paidós, 2009. Traducción portuguesa: O respirar dos días. Uma refexão filosófica sobre a experiência do tempo, Belo Horizonte, Autêntica Editora, 2010.
- Los filósofos contemporáneos y la técnica. De Ortega a Sloterdijk, Barcelona, Gedisa, 2011.
- La resistencia íntima, Barcelona, Acantilado, 2015. / La resistència íntima, Barcelona, Quaderns Crema, 2015. Traducción italiana: La resistenza intima, Milan, Vita e Pensiero, 2018.
- La penúltima bondad: Ensayo sobre la vida humana, Barcelona, Acantilado, 2018. / La penúltima bondat: Assaig sobre la vida humana, Barcelona, Quaderns Crema, 2018.
- Humano, más humano: Una antropología de la herida infinita, Barcelona, Acantilado, 2021. / Humà, més humà: Una antropologia de la ferida infinita, Barcelona, Quaderns Crema, 2021.
- La escuela del alma. De la forma de educar a la manera de vivir, Barcelona, Acantilado, 2024. / L'escola de l'ànima. De la forma d'educar a la manera de viure, Barcelona, Quaderns Crema, 2024.

## Libros traducidos
- Respeito ou o olhar atento. Uma ética para a era da ciencia e da tecnologia, Belo Horizonte, Autêntica Editora, 2008. ISBN 978-8575263228

- O respirar dos días. Uma refexão filosófica sobre a experiência do tempo, Belo Horizonte, Autêntica Editora, 2010. ISBN 978-8575265093
- La resistenza intima. Saggio su una filosofia della prossimità, Milano, Vita e Pensiero, 2018. ISBN 978-8834334034
- La penultima bontà. Saggio sulla vita humana, Milano, Vita e Pensiero, 2019. ISBN 978-8834337813
- A Resistência Íntima. Essaio de uma filosofia da proximidade, Lisboa, Ediçoes 70, 2020. ISBN 9789724423333
- Umano, più umano. Un’antropologia della ferita infinita, Milano, Vita e Pensiero, 2021.
- The Intimate Resistance. A Philosophy of proximity, Full d’Estampa, London, 2021. ISBN 978-1913744083
- Der intime Widerstand. Eine Philosophie der Nähe, Meiner Verlag, Hamburg, 2021. ISBN 9783787339679
- Humano, mais humano, Ed. Paulinas, 2022. ISBN 9789896738365

## Premios
- 1993. Premio de Ensayo de la Fundació Joan Maragall por el libro D'Europa als homes.
- 2015. Premio Ciutat de Barcelona en la categoría de ensayo, ciencias sociales y humanidades, por la obra La resistencia íntima.
- 2016. Premio Nacional de Ensayo por la obra La resistencia íntima.